# Bufo stuarti
Bufo stuarti är en groddjursart som beskrevs av Smith 1929. Bufo stuarti ingår i släktet Bufo och familjen paddor. Inga underarter finns listade.